# Tempting Fortune România
Tempting Fortune România este un reality show românesc bazat pe formatul internațional britanic în care un grup de oameni încearcă să câștige cel mai mare premiu în bani pe care îl poate evitând tentațiile de a cheltui bani din fondul de premii.
Spectacolul este găzduit de Zoli Tóth. Filmările pentru prima serie au început pe 29 aprilie 2025 în Republica Dominicană și au avut premiera pe Kanal D pe 11 mai 2025.

## Format
Tempting Fortune este un spectacol în care 12 străini speră să câștige o parte dintr-un pot de premii de 300.000 de euro. Ei sunt lăsați într-o locație îndepărtată, unde se îmbarcă într-o călătorie obositoare pentru a ajunge la destinație. Toți participanții beneficiază doar de echipamentul de supraviețuire de bază și trebuie să petreacă multe zile fără confort. Pe parcurs ei sunt testați cu tentații, cum ar fi mâncare bună, cazare luxoasă, confort variat la domiciliu sau oportunitatea de a sări peste o parte dificilă a drumului pentru a vedea dacă au voința de a rezista să-și cheltuiască banii pe aceste luxuri. Fiecare tentație aleasă de participanți va fi scăzută din fondul de premii final. Cu cât cheltuiesc mai mult și cu atât mai puțini bani vor câștiga la final.

## Difuzare
Emisiunea se difuzează în fiecare duminică la ora 21:00, luni și marți la ora 20:00
De pe 24 mai se modifică Tempting Fortune România în fiecare weekend la ora 21:00 și luni la ora 22:00

## Concurenții
| Name                | Vârstă | Ocupație                           | Orașul Natal               | Card Bonus Puncte | Eliminat                        |
| ------------------- | ------ | ---------------------------------- | -------------------------- | ----------------- | ------------------------------- |
| Iasmin Agoston      | 29     | Instructor de fitness              | Timișoara, Timiș           | 1                 | Eliminat de Flow în episodul 18 |
| Roxana Buzoiu       | 32     | Personalitate TV                   | Slobozia, Ialomița         | 1                 |                                 |
| Tavi Clonda         | 45     | Cântăreț                           | Brăila, Brăila             | 1                 | A renunțat în episodul 8        |
| Măriuța Costan      | 38     | Manager de achizitii               | Arad, Arad                 | 1                 |                                 |
| Jean Gavril         | 31     | Cântăreț                           | Constanța, Constanța       | 7                 | Descalificat Episodul 27        |
| Deea Maxter         | 34     | Cântăreață                         | București                  | 2                 |                                 |
| Flavius Malancu     | 27     | Creator de conținut                | Brașov, Brașov             | 0                 |                                 |
| Adina Miuleasa      | 25     | Profesor de engleză și antreprenor | Strehaia, Mehedinți        | 0                 |                                 |
| Diana Mocanu        | 27     | Creator de conținut                | București                  | 2                 |                                 |
| Gabriel Muntianu    | 22     | Cititor de cărți de tarot          | Iași, Iași                 | 3                 |                                 |
| Lucreția Preda      | 56     | Psiholog                           | Galați, Galați             | 3                 |                                 |
| Florin „Flow” Răduț | 43     | Actor                              | Roșiori de Vede, Teleorman | 4                 |                                 |

## Concurs
| Săptămâna 1 | Săptămâna 1 | Săptămâna 1 | Săptămâna 2 | Săptămâna 2 | Săptămâna 2 | Săptămâna 3 | Săptămâna 3 | Săptămâna 3 |
| 11 Mai 2025 | 12 Mai 2025 | 13 Mai 2025 | 18 Mai 2025 | 19 Mai 2025 | 20 Mai 2025 | 24 Mai 2025 | 25 Mai 2025 | 26 Mai 2025 |
| Etapa 1 | Etapa 2 | Etapa 3 | Etapa 4 | Etapa 5 | Etapa 6 | Etapa 7 | Etapa 8     | Etapa 9     |
| --- | --- | --- | --- | --- | --- | --- | ----------- | ----------- |
| Runda 1 Măriuța Costan - Adina Miuleasa - Tavi Clonda Gabriel Muntianu - Diana Mocanu - Roxana Buzoiu Lucreția Preda - Flavius Malancu - Deea Naxter Jean Gavril - Florin Răduț - Iasmin Agoston Runda Finală Tavi Clonda - Gabriel Muntianu - Flavius Malancu - Florin Răduțo | Runda 1 Galben - Albastru Runda 2 Măriuța Costan - Lucreția Preda Gabriel Muntianu - Roxana Buzoiu Deea Maxter - Florin Răduț Runda Semifinala Deea Maxter - Gabriel Muntianu Runda Finala Lucreția Preda - Gabriel Muntianu | Runda 1 Măriuța Costan - Deea Maxter Jean Gavril - Diana Mocanu Lucreția Preda - Flavius Malancu Roxana Buzoiu - Tavi Clonda Adina Miuleasa - Gabriel Muntianu Iasmin Agoston - Florin Răduț Runda 2 Lucreția Preda - Tavi Clonda Măriuța Costan - Iasmin Agoston Adina Miuleasa - Diana Mocanu Runda Finala Locul 1 Tavi Clonda 2:12 Locul 2 Diana Mocanu 2:19 Locul 3 Măriuța Costan 2:20 | 1. Lucreția Preda 2. Iasmin Agoston 3. Tavi Clonda 4. Jean Gavril 5. Florin Răduț 6. Deea Maxter 7. Adina Miuleasa 8. Flavius Malancu 9. Gabriel Muntianu 10. Măriuța Costan 11. Diana Mocanu 12. Roxana Buzoiu | Runda 1 Lucreția Preda - Tavi Clonda Măriuța Costan - Roxana Buzoiu Gabriel Muntianu - Jean Gavril Diana Mocanu - Iasmin Agoston Deea Maxter - Adina Miuleasa Florin Răduț - Flavius Malancu Runda 2 Adina Miuleasa - Roxana Buzoiu Jean Gavril - Flavius Malancu Iasmin Agoston - Tavi Clonda Runda Finala Iasmin Agoston - Roxana Buzoiu Flavius Malancu - Iasmin Agoston | Runda 1 Gabriel Muntianu, Măriuța Costan, Roxana Buzoiu, Deea Maxter, Iasmin Agoston, Lucreția Preda, Tavi Clonda, Flavius Malancu, Diana Mocanu, Jean Gavril, Florin Răduț, Adina Miuleasa Runda Finala Diana Mocanu - Deea Maxter | Runda 1 Grupa 1 Adina Miuleasa - Flavius Malancu - Jean Gavril - Lucreția Preda Grupa 2 Diana Mocanu - Gabriel Muntianu - Măriuța Costan - Roxana Buzoiu Grupa 3 Deea Maxter - Florin Răduț - Tavi Clonda Runda Finala Florin Răduț - Lucreția Preda - Roxana Buzoiu |             |             |

## Recompensă
| Recompensă  | Recompensă  | Recompensă | Recompensă                                                                                    |
| ----------- | ----------- | ---------- | --------------------------------------------------------------------------------------------- |
| Săptămâna 1 | 11 Mai 2025 | Ediția 1   | Limonadă și Tort cu Morcov                                                                    |
| Săptămâna 1 | 12 Mai 2025 | Ediția 2   | Cafea, Croissant cu Ciocolată și Hamburger                                                    |
| Săptămâna 1 | 13 Mai 2025 | Ediția 3   | Mic Dejun și Produse de Igienă                                                                |
| Săptămâna 2 | 18 Mai 2025 | Ediția 4   | Bol cu Granola, Buggy și Șaorma                                                               |
| Săptămâna 2 | 19 Mai 2025 | Ediția 5   | Băuturi detox, Paste gătite de un chef, Biscuiți cu lapte și Bar                              |
| Săptămâna 2 | 20 Mai 2025 | Ediția 6   | Pizza, Ziua în care iți poți spăla toate hainele și Bancomat                                  |
| Săptămâna 3 | 24 Mai 2025 | Ediția 7   | Suc de portocale și Bruschete, Kit de scris pentru jurnal, Sarmale și Smântână și Supermarket |
| Săptămâna 3 | 25 Mai 2025 | Ediția 8   |                                                                                               |
| Săptămâna 3 | 26 Mai 2025 | Ediția 9   |                                                                                               |